# Samsung Galaxy E5
Il Samsung Galaxy E5 è uno smartphone di fascia medio-bassa prodotto da Samsung, facente parte della serie Samsung Galaxy E.

## Caratteristiche tecniche

### Hardware
Il Galaxy E5 è un classico smartphone con form factor di tipo slate, misura 141.6 x 70.2 x 7.3 millimetri e pesa 140 grammi.
Il dispositivo è dotato di connettività GSM e HSPA, di Wi-Fi 802.11 b/g/n con supporto hotspot, di Bluetooth 4.0 con A2DP, di GPS con A-GPS e GLONASS e di radio FM. Ha una porta microUSB 2.0 ed un ingresso per jack audio da 3.5 mm.
Il Galaxy E5 è dotato di schermo touchscreen capacitivo da 5 pollici di diagonale, di tipo S-AMOLED con aspect ratio 16:9 e risoluzione HD 720 x 1280 pixel (densità di 294 pixel per pollice), protetto da un vetro Corning Gorilla Glass 4. Il frame laterale ed il retro sono in plastica. Nonostante ciò la batteria agli ioni di litio da 2400 mAh non è removibile dall'utente.
Il chipset è un Qualcomm Snapdragon 410, con processo di produzione a 28 nanometri, CPU quad-core formata da 4 Cortex-A53 a 1.2 GHZ e GPU Adreno 306. La memoria interna di tipo eMMC 4.5 è di 16 GB, mentre la RAM è di 1.5 GB.
La fotocamera posteriore ha un sensore CMOS da 8 megapixel, dotata di autofocus e flash LED, in grado di registrare al massimo video Full HD a 30 fotogrammi al secondo, mentre la fotocamera anteriore è da 5 megapixel.

### Software
Il sistema operativo è Android, in versione 4.4.4 KitKat, aggiornabile ufficialmente a 5.1.1 Lollipop (e non ufficialmente a Marshmallow con la CyanogenMod).
Ha l'interfaccia utente TouchWiz.

## Commercializzazione
Il dispositivo è stato rilasciato ad inizio 2015 ed è presente anche in versione dual SIM (E5 Duos).